# Jörg Bernig
Jörg Bernig (* 17. Januar 1964 in Wurzen) ist ein deutscher Literaturwissenschaftler, Erzähler und Lyriker.

## Biographie
Bernig absolvierte nach einer Berufsausbildung als Bergmann mit Abitur zunächst seinen Wehrdienst in der NVA. Danach studierte er von 1985 bis 1990 Germanistik und Anglistik an der Universität Leipzig. Nach Abschluss des Studiums ging Bernig als Assistenzlehrer an eine Grammar School nach Dunfermline in Schottland, sodann, bis 1993, als Lektor ans Germanistische Seminar der University of Wales in Swansea. Nach seiner Rückkehr nach Deutschland wurde er 1996 an der Freien Universität Berlin mit einer Arbeit über die Schlacht um Stalingrad im deutschsprachigen Roman nach 1945 zum Dr. phil. promoviert. Daran schlossen sich freiberufliche Tätigkeiten als Redakteur bei der Dresdner Literaturzeitschrift Ostragehege und als Lehrbeauftragter und Mitarbeiter an kulturwissenschaftlichen Forschungsprojekten der TU Dresden an. Seit 1995 lebt er im sächsischen Radebeul, wo alle seine literarischen Arbeiten entstanden.
Seit 1999 ist er freischaffender Schriftsteller.
Ab 2008 lud Jörg Bernig befreundete Autoren zur Veranstaltung Lesen in Kötzschenbroda in das Gemeindehaus der Friedenskirche Radebeul. Zu der von ihm anfangs (im Jahr 2014 bereits nicht mehr) auch moderierten Veranstaltung lasen Reiner Kunze, Ulrich Schacht, Bernhard Schlink, Barbara von Wulffen u. a. Bernig wurde 2013 mit dem Kunstpreis der Großen Kreisstadt Radebeul ausgezeichnet. Am 9. Juli 2022 nahm Bernig in der Aula des Radebeuler Gymnasiums Luisenstift den Andreas-Gryphius-Preis der Künstlergilde Esslingen entgegen.

## Politische Einordnung
Bernig vertritt laut Kritikern „migrations- und islamfeindliche Thesen und Gedanken“, die „dem AfD- und Pegida-Denken nahe“ seien. Bernig selbst versteht seine Sichtweise als überparteilich, während ihn u. a. die Süddeutsche Zeitung, der Tagesspiegel, der Spiegel oder der Deutschlandfunk als Vertreter der Neuen Rechten einordnen. Bernig publiziert in der Zeitschrift Sezession, deren Chefredakteur der neurechte Vordenker Götz Kubitschek ist und die vom Institut für Staatspolitik herausgegeben wird; das Institut wird seit 2023 vom Verfassungsschutz, als gesichert rechtsextrem eingestuft wird.
Im Dezember 2015 legte er in der Sächsischen Zeitung im Essay Zorn allenthalben seine gesellschaftspolitische Sichtweise dar. So behauptet er dort etwa, dass „wir uns wieder in einer Lage befinden, in der die Regierung und auch weite Teile der Medienwelt gegen das Volk regieren.“ Ähnlich äußerte er sich in seiner vom Mitteldeutschen Rundfunk ausgestrahlten Kamenzer Rede 2016. Dort würdigte er aber auch das Engagement von ehrenamtlichen Helfern, die sich um Asylbewerber kümmern.
Er erneuerte seine Kritik an der Einwanderungspolitik der Bundesregierung in einem Podiumsgespräch des CDU-Kreisverbands Radebeul im Oktober 2018. Seine Kritik sparte auch den Umgang der Medien mit der deutschen Flüchtlingspolitik seit 2015 nicht aus. Diese wurde auch in der Gemeinsamen Erklärung 2018 kritisiert, zu deren Erstunterzeichnern Bernig gehörte. Die Unterzeichner konstatierten, dass Deutschland durch „illegale Masseneinwanderung beschädigt“ werde, und solidarisierten sich mit den friedlichen Demonstranten, die für die Wiederherstellung der rechtsstaatlichen Ordnung an den Grenzen eingetreten seien.

## Wahl zum Kulturamtsleiter in Radebeul
Bernig wurde am 20. Mai 2020 nach einem Bewerbungs- und Auswahlprozess gegen die Kandidatin der Verwaltung als Kandidat des Stadtrats von diesem zum Kulturamtsleiter der Stadt Radebeul gewählt.
Seine Wahl führte bundesweit zu Widerspruch, da ihm von Kritikern ein Näheverhältnis zur Neuen Rechten attestiert wurde. Vier der insgesamt 24 Radebeuler Kunstpreisträger, Helmut Raeder (2011), Friedrich-Wilhelm Junge (2003), Günter „Baby“ Sommer (2002) und Herbert Graedtke (2006), gaben am 23. Mai 2020 bekannt, ihre Auszeichnungen zurückgeben zu wollen, falls Bernig ins Amt eingeführt werden sollte. Das deutsche PEN-Zentrum, dem Bernig seit 2005 angehört, forderte ihn am 25. Mai 2020 auf, „zu prüfen, inwieweit er seine Verpflichtung gegenüber der PEN-Charta wahrnehmen kann, und ggfs. die notwendigen Konsequenzen zu ziehen“.
Am selben Tag legte der Radebeuler Oberbürgermeister Bert Wendsche im Ältestenrat gemäß § 52 Absatz 2 Satz 1 der Sächsischen Gemeindeordnung gegen die Wahl Bernigs Widerspruch ein, da die Entscheidung für die Gemeinde nachteilig sei. Am 29. Mai wurde ein Unterstützerbrief für Bernig von Uwe Tellkamp an den Radebeuler Oberbürgermeister bekannt, dem sich der Schauspieler Uwe Steimle und das Mitglied des deutschen PEN-Zentrums Sebastian Kleinschmidt angeschlossen hatten.
Gegenüber der Forderung, die Wahl zu wiederholen, erklärte Bernig am 11. Juni 2020 eine Wiederholung der „ordnungsgemäß erfolgten Wahl“ bedeute die Anerkennung und Rechtfertigung „ideologischer Handlungsweisen“, für die er nicht zur Verfügung stehe. In einem Brief an den Radebeuler Oberbürgermeister beklagte er eine Verdrängung von unliebsamem Denken und unbequemen Positionen. „Die dabei verwendeten Werkzeuge“ entstammten seiner Meinung nach dem „Repertoire des Totalitären“. Am 15. Juni 2020 wurde dann durch den Stadtrat mit 22 von 34 Stimmen die Kulturamtsleiterin von Annaberg-Buchholz Gabriele Lorenz, eine promovierte Romanistin, Germanistin und Ethnologin, zur künftigen Radebeuler Amtsleiterin gewählt.
Das Radebeuler Amtsblatt vom September 2020 fasste zum Amtsantritt von Lorenz die Ereignisse des Besetzungsverfahrens noch einmal zusammen, kritisierte, dass die Bekanntgabe der Wahl Bernigs mit „sachfremden Argumenten ‚aufgeladen‘“ wurde, und zitierte Oberbürgermeister Wendsche, der sich bei beiden sich Bewerbenden im Namen von Stadt und Stadtrat für ihre öffentliche Beschädigung durch die Ereignisse entschuldige.

## Werke

### Literarisch
- Winterkinder. Gedichte. Verlag Die Scheune, Dresden 1998, ISBN 978-3-931684-16-7.
- Dahinter die Stille. Roman. DVA, Stuttgart 1999, ISBN 978-3-421-05215-5.
- billett zu den göttern. Gedichte. Edition Toni Pongratz, Hauzenberg 2002, ISBN 978-3-931883-22-5.
- Niemandszeit. Roman. DVA, Stuttgart 2002, ISBN 978-3-421-05588-0.
  - Übersetzung ins Tschechische: Čas nikoho. Mladá Fronta, Prag/Praha 2005 – Übersetzerin: Jana Kudělková, ISBN 80-204-1244-1.
  - Übersetzung ins Rumänische: Vremea Nimănui. [in Vorbereitung], Vorabdruck in: Orizont 5/2006 – Übersetzerin: Ruxandra Buglea.
  - Übersetzung ins Polnische: Ziemia niczyja, bezpański czas. Wydawnictwo Via Nova, Breslau/Wrocław 2015 – Übersetzerin: Małgorzata Słabicka.
- Weder Ebbe noch Flut. Roman. Mitteldeutscher Verlag, Halle 2007, ISBN 978-3-89812-464-5.
- Die ersten Tage. Erzählungen. Edition Toni Pongratz, Hauzenberg 2007, ISBN 978-3-931883-61-4.
- wüten gegen die stunden. Gedichte. Mitteldeutscher Verlag, Halle 2009 (2. Aufl. 2009), ISBN 978-3-89812-604-5.
- Beitrag in: Ich habe nichts als das Wort – Beiträge zum Werk Hanns Cibulkas. Notschriften Verlag, Radebeul 2010, ISBN 978-3-940200-56-3.
- Der Gablonzer Glasknopf. Essays aus Mitteleuropa. Thelem Verlag, Dresden 2011, ISBN 978-3-942411-47-9.
- flower angel ship. selected poems. [Transl. Tom Cheesman and others] Hafan Books, Swansea 2013, ISBN 978-0-9926564-0-9.
- Anders. Roman. Mitteldeutscher Verlag, Halle, 2014, ISBN 978-3-95462-313-6.
- in untergegangenen reichen. Gedichtband. Edition Rugerup, 2017.
- Niemands Welt. Sieben Nachrichten aus Mitteleuropa. Thelem, Dresden 2009, ISBN 978-3-939888-89-5.
- als Herausgeber gemeinsam mit Wojciech Browarny, Christian Prunitsch: „Die schönen Überbleibsel nach dem Ende der Welt.“ Sudeten.literarisch. Darin von Bernig: „Zurüstungen“, Thelem, Dresden 2017, ISBN 978-3-945363-49-2.
- reise reise. Gedichte. Literarisches Dresden e. V., Edition Buchhaus Loschwitz, Dresden 2018, ISBN 978-3-9816210-9-9.
- An der Allerweltsecke, Essays. Edition Buchhaus Loschwitz, Dresden 2020, ISBN 978-3-9820131-7-6.
- Zurüstungen. Edition Buchhaus Loschwitz, Dresden 2020, ISBN 978-3-9822049-4-9.
- Der Wehrläufer. Eine Geschichte aus Prag. Edition Buchhaus Loschwitz, Dresden 2021, ISBN 978-3-9823005-0-4.
- Eschenhaus. Roman. Edition Buchhaus Loschwitz, Dresden 2023, ISBN 978-3-9824237-9-1
- als Herausgeber: Langsame Ankunft. Sechs Essays und ein Gespräch über Beheimatung. Leipziger Universitätsverlag, 2024, ISBN 978-3-96023-579-8

### Wissenschaftlich
- Eingekesselt. Die Schlacht um Stalingrad im deutschsprachigen Roman nach 1945. Peter Lang, Frankfurt/M., New York u. a. 1997 (Diss.), ISBN 978-0-8204-3667-8.
- Literaturlandschaft im Wandel. Gespräche zur literarischen Kultur in Sachsen und Ostdeutschland 1990–2005. Hrsg. von Jörg Bernig, Eckhard Richter und Walter Schmitz. Thelem, Dresden 2006, ISBN 978-3-933592-25-5.
- Deutsch-deutsches Literaturexil. Schriftstellerinnen und Schriftsteller aus der DDR in der Bundesrepublik. Hrsg. von Jörg Bernig und Walter Schmitz. Thelem, Dresden 2009, ISBN 978-3-935712-03-3.

### Gesellschaftspolitisch
- „Habe Mut...“ Eine Einmischung (= Kamenzer Reden in St. Annen, 3). Mit einem Grußwort des Oberbürgermeisters Roland Dantz und einleitenden Worten von Michael Hametner. Arbeitsstelle für Lessing-Rezeption, Kamenz 2016, ISBN 978-3-9817103-3-5.
- Als wir nicht erschossen wurden. In: Cicero, 10. September 2019.[35]
- Habe Mut. Begleitschreiben Texte aus zwei Jahrzehnten. Edition Buchhaus Loschwitz, Dresden 2024, ISBN 978-3-9825562-7-7

## Ehrungen
Bernig wurde 2005 in das PEN-Zentrum Deutschland gewählt. Schon seit 2003 ist er Mitglied der Sudetendeutschen Akademie der Wissenschaften und Künste, seit 2010 Mitglied der Sächsischen Akademie der Künste, und 2013 wurde Bernig in die Bayerische Akademie der Schönen Künste aufgenommen. Er erhielt bislang folgende Preise und Stipendien:
- 2000: Förderpreis des Friedrich-Hölderlin-Preises der Stadt Bad Homburg vor der Höhe (für Dahinter die Stille)
- 2005: Förderpreis zum Lessing-Preis des Freistaates Sachsen
- 2005: Sudetendeutscher Kulturpreis für Literatur
- 2011: Eichendorff-Literaturpreis
- 2013: Kunstpreis der Großen Kreisstadt Radebeul[36]
- 2016: Am 7. September 2016 hielt Bernig in St. Annen die „3. Kamenzer Rede“[37] im Rahmen der Lessing-Rezeption[38][39]
- 2018: poet in residence, Literarisches Dresden e. V.[40]
- 2022: Andreas-Gryphius-Preis der Künstlergilde Esslingen.[41] Die Laudatio hielt Dietmar Graf.[42]